# Bimota YB9 Bellaria
La Bimota YB9 Bellaria es una motocicleta deportiva creada por la compañía italiana Bimota, empleando un motor Yamaha.

## Características
La YB9 Bellaria es una motocicleta con un chasis perimetral de aluminio, equipada con un motor de cuatro cilindros en línea, de cuatro tiempos, con refrigeración líquida, y cuatro válvulas por cilindro. El chasis está derivado del empleado en la previa Bimota YB4, originalmente diseñada para competición y ganadora de la edición de 1987 del campeonato mundial Formula TT.
Siguiendo la costumbre de Bimota, se adaptó a un chasis de fabricación propia el motor de otra compañía, siendo escogido en este caso el motor de la Yamaha FZR600, al que se le modificaron los sistemas de admisión y escape. La YB9 fue la primera motocicleta biplaza de Bimota, incorporando además varios elementos innovadores que años después pasarían a ser más comunes, como los intermitentes delanteros integrados en el carenado, o un cuadro de instrumentos totalmente digital.